# Hendrik II van Oostenrijk
Hendrik II Jasomirgott van Oostenrijk, ook Hendrik XI van Beieren genoemd (circa 1112 - Wenen, 13 januari 1177) was van 1140 tot 1141 paltsgraaf van de Rijn, van 1141 tot 1156 markgraaf van Oostenrijk en hertog van Beieren en van 1156 tot 1177 hertog van Oostenrijk.

## Levensloop
Als zoon van markgraaf Leopold III van Oostenrijk werd hij in 1140 benoemd tot paltsgraaf van de Rijn. Nadat zijn oudere kinderloze broer Leopold IV in 1141 onverwacht stierf, volgde Hendrik hem op als markgraaf van Oostenrijk en hertog van Beieren.
Zijn oudere broer had in 1138 van Koenraad III van het Heilig Roomse Rijk het hertogdom Beieren gekregen. Dit kwam omdat hertog Hendrik X de Trotse van Beieren uit het huis Welf Koenraad weigerde te erkennen als heerser van het Heilig Roomse Rijk. Vanaf dat jaar was er een conflict tussen het huis Welf en het huis Hohenstaufen, dat het Heilig Roomse Rijk regeerde. Nadat Frederik I Barbarossa in 1152 keizer van het Heilig Roomse Rijk werd, wilde hij tot een overeenkomst komen. In 1156 werd de overeenkomst gesloten: Frederik gaf Beieren terug aan Hendrik de Leeuw, de zoon van Hendrik X de Trotse. Om Hendrik II niet ontevreden te maken, werd het markgraafschap Oostenrijk verheven tot een hertogdom.
In 1145 vestigde Hendrik zich in Wenen en zorgde ervoor dat Wenen de belangrijkste stad van Oostenrijk werd. In 1147 werd in Wenen de Stephansdom afgewerkt, een grote kathedraal waarmee Hendrik zijn prominentie wilde tonen. Ook liet hij in Wenen het Schottenstift-klooster bouwen. In de tuin van dat klooster werd een standbeeld van Hendrik geplaatst, waar het zich nog steeds bevindt.
Het is niet bekend waar zijn bijnaam Jasomirgott vandaan kwam. De ene theorie zegt dat het afgeleid is van de zin "Ja so mir Gott helfe" (Ja, zo helpt God me.), de andere dat het een Arabisch woord is. Dat Arabisch woord zou een connectie zijn met de Tweede Kruistocht waar Hendrik in 1146 aan deelnam. In 1177 stierf hij na een val met zijn paard. Hij werd begraven in het Schottenstift-klooster van Wenen.

## Huwelijken en nakomelingen
In 1142 huwde hij met Gertrude van Saksen, de dochter van keizer Lotharius III. Ze kregen een dochter:
- Richardis (1143-1200), gehuwd met landgraaf Hendrik van Stefling.

Gertrude overleed echter aan de gevolgen van de bevalling en in 1148 hertrouwde Hendrik met Theodora Komnena, een nicht van keizer Manuel I Komnenos van het Byzantijnse Rijk. Samen kregen ze drie kinderen:
- Agnes (1154-1182), die in 1167 huwde met koning Stefanus III van Hongarije en in 1173 met hertog Herman van Karinthië.
- Leopold V van Oostenrijk (1157-1194)
- hertog Hendrik van Mödling (1158-1223), huwde met Richeza van Bohemen.

Beiden huwelijken tonen aan hoe belangrijk het huis Babenberg toen was in Centraal-Europa.

## Voorouders
| Voorouders van Hendrik II van Oostenrijk (1112–1177) | Voorouders van Hendrik II van Oostenrijk (1112–1177)                      | Voorouders van Hendrik II van Oostenrijk (1112–1177)                      | Voorouders van Hendrik II van Oostenrijk (1112–1177)                      | Voorouders van Hendrik II van Oostenrijk (1112–1177)                      | Voorouders van Hendrik II van Oostenrijk (1112–1177)                      | Voorouders van Hendrik II van Oostenrijk (1112–1177)                      | Voorouders van Hendrik II van Oostenrijk (1112–1177)                      | Voorouders van Hendrik II van Oostenrijk (1112–1177)                      |
| ---------------------------------------------------- | ------------------------------------------------------------------------- | ------------------------------------------------------------------------- | ------------------------------------------------------------------------- | ------------------------------------------------------------------------- | ------------------------------------------------------------------------- | ------------------------------------------------------------------------- | ------------------------------------------------------------------------- | ------------------------------------------------------------------------- |
| Overgrootouders                                      | Ernst de Strijdbare (1027–1075) ∞ Adelheid van Eilenburg (1030-1071)      | Ernst de Strijdbare (1027–1075) ∞ Adelheid van Eilenburg (1030-1071)      | Rapoto IV van Passau (–) ∞ Mathilde (-)                                   | Rapoto IV van Passau (–) ∞ Mathilde (-)                                   | Keizer Hendrik III (1017–1056) ∞ 909 Agnes van Poitou (1024–1077)         | Keizer Hendrik III (1017–1056) ∞ 909 Agnes van Poitou (1024–1077)         | Otto van Savoye (1021–1059) ∞ Adelheid van Susa (1014/20-1091)            | Otto van Savoye (1021–1059) ∞ Adelheid van Susa (1014/20-1091)            |
| Grootouders                                          | Leopold II van Oostenrijk (1050–1095) ∞ Ida van Cham (1055–1101)          | Leopold II van Oostenrijk (1050–1095) ∞ Ida van Cham (1055–1101)          | Leopold II van Oostenrijk (1050–1095) ∞ Ida van Cham (1055–1101)          | Leopold II van Oostenrijk (1050–1095) ∞ Ida van Cham (1055–1101)          | Keizer Hendrik IV (1050–1106) ∞ 909 Bertha van Savoye (1051–1087)         | Keizer Hendrik IV (1050–1106) ∞ 909 Bertha van Savoye (1051–1087)         | Keizer Hendrik IV (1050–1106) ∞ 909 Bertha van Savoye (1051–1087)         | Keizer Hendrik IV (1050–1106) ∞ 909 Bertha van Savoye (1051–1087)         |
| Ouders                                               | Leopold III van Oostenrijk (1073–1136) ∞ Agnes van Waiblingen (1072–1143) | Leopold III van Oostenrijk (1073–1136) ∞ Agnes van Waiblingen (1072–1143) | Leopold III van Oostenrijk (1073–1136) ∞ Agnes van Waiblingen (1072–1143) | Leopold III van Oostenrijk (1073–1136) ∞ Agnes van Waiblingen (1072–1143) | Leopold III van Oostenrijk (1073–1136) ∞ Agnes van Waiblingen (1072–1143) | Leopold III van Oostenrijk (1073–1136) ∞ Agnes van Waiblingen (1072–1143) | Leopold III van Oostenrijk (1073–1136) ∞ Agnes van Waiblingen (1072–1143) | Leopold III van Oostenrijk (1073–1136) ∞ Agnes van Waiblingen (1072–1143) |